# Morlanwelz
Morlanwelz je město v Belgii v provincii Henegavsko. K roku 2012 mělo 19 330 obyvatel.

## Části obce
Od 1. ledna 1977 se Morlanwelz skládá ze tří bývalých obcí.
- Morlanwelz-Mariemont.
- Carnières.
- Mont-Sainte-Aldegonde.

## Osobnosti
- Elio Di Rupo (* 1951), belgický politik

## Partnerská města
- Le Quesnoy, Francie
- Pleszew, Polsko
- Villarosa, Itálie
- Blaj, Rumunsko